# Northrop Delta
O Northrop Delta foi uma aeronave utilitária, monomotor a pistão, monoplano e de asa-baixa, desenvolvida pela Northrop Corporation no início dos anos 30.

## Design e desenvolvimento
Quando John Knudsen Northrop (fundador da Northrop) estabeleceu uma joint venture entre a Northrop Corporation e a Douglas Aircraft Company em 1932, ele começou a projetar dois aviões monomotores estreitamente relacionados como os primeiros produtos da nova empresa: um avião de correspondência, que foi designado como Gamma, e um avião de transporte de passageiros, que viria a ser o Delta.
O Delta era um monoplano de asa-baixa, com um trem de pouso convencional, de construção totalmente metálica, de fuselagem multi-soldada e com carenagens aerodinâmicas cobrindo o trem de pouso principal. Enquanto as asas do Delta eram similares com as asas do Gama, o Delta tinha uma fuselagem nova, mais ampla, e um cockpit fechado na parte frontal da aeronave, além de acomodação para 8 passageiros.
O primeiro voo do Delta ocorreu em maio de 1933, e recebeu um certificado de aeronavegabilidade em agosto desse mesmo ano.

## Histórico operacional
Embora a intenção era de que o Delta seria vendido em versões de avião de transporte executivo (inicialmente denominado "Victoria"), uma alteração da regulamentação que regia o transporte aéreo comercial nos Estados Unidos em outubro de 1934, proibiu aviões monomotores de transporte executivo voarem durante a noite e de aterrissarem em terrenos acidentados, oque fez o mercado de monomotores parar nos Estados Unidos e 3 unidades do Delta que já estavam em encomenda fora construídas como aeronave comercial de passageiros.
Dessas três aeronaves encomendadas, uma foi alugada à Trans World Airlines para transporte aéreo, e acabou se acidentando em 10 de novembro de 1933, após isso foi vendida à Pan-Am para ser utilizada pela sua subsidiária mexicana, e acabou sendo destruída por um incêndio em maio de 1934. Outra aeronave foi vendida para a AB Aerotransport da Suécia, sendo entregue em abril de 1934. A AB Aerotransport adquiriu então um segundo Delta, mas este era um avião postal que mais se assemelhava ao Gamma, com uma fuselagem fina transportando sua carga em um compartimento à frente do cockpit.
Mais uma unidade foi construída para a Guarda Costeira dos Estados Unidos. Designado como Northrop RT-1, esta aeronave foi utilizada para o transporte pessoal de Henry Morgenthau, Jr., o secretário do tesouro.
Mais sete aeronaves foram construídas para transporte executivo para proprietários privados. Destas, 3 foram compradas pelos Republicanos Espanhóis para uso na Guerra Civil Espanhola. Dois desses aviões foram capturados pelos Nacionalistas Espanhóis quando o navio que os transportava (juntamente com quatro Vultee V-1, um Fairchild 91 e um Lockheed Electra) foi capturado no mar. 2 unidades dos Deltas capturados foram utilizados para transporte pelas forças de Franco, enquanto o terceiro Delta foi utilizado pela linha aérea republicana Líneas Aéreas Postales Españolas (LAPE) até o final da guerra civil, quando foi entregue à força aérea de Franco.
Em 1935, a subsidiária canadense Canadian Vickers obteve a licença para produzir o Delta. Uma aeronave, o último Delta construído pela Northrop, foi fornecida como uma parte montada padrão para a Canadian Vickers, voando pela primeira vez em 16 de agosto de 1936 e sendo entregue à Força Aérea Canadense (RCAF) em 1 de setembro desse ano. A RCAF selecionou o Delta para pesquisa fotográfica.
A produção canadense do Delta prosseguiu com outras 19 unidades aviões construídas, tendo sido encerrada em outubro de 1940. O Delta foi a primeira aeronave de metal e com fuselagem reforçada a ser construída no Canadá.
Os Deltas, que poderiam ser operados a partir de trens de pouso com rodas, esquis ou flutuadores, provaram ser aeronaves de pesquisa capazes, bem adaptadas às operações no norte do Canadá, mas em agosto de 1939, quando os sinais de que a Segunda Guerra Mundial iria eclodir, os Deltas foram desviados para serviço no patrulhamento costeiro, sendo equipado com flutuadores e realizando missões anti-submarino. Os Deltas foram bem menos sucedidos como aeronave de patrulha, pois foram danificados pelas ondas e pela corrosão da água salgada do oceano, sendo novamente realocado para serviço em terra após dois meses. O Delta foi retirado de operação no final de 1941, sendo então utilizados como aeronave de treinamento em escolas de instrução.

## Variantes
Delta 1A:
- Protótipo. Equipada por um motor Wright SR-1820-F3 Cyclone de 710 cv (530 kW). Uma unidade construída.

Delta 1B:
- Versão de passageiros para a Pan-Am. Equipada por um motor Pratt & Whitney Hornet de 660 cv (492 kW). Uma unidade construída.

Delta 1C:
- Versão de passageiros para a AB Aerotransport. Equipada por um motor Pratt & Whitney Hornet de 700 cv (522 kW).

Delta 1D:
- Versão executiva, equipadas por motores Cyclone ou Hornet. 8 unidades construídas, incluindo um Northrop RT-1, equipado por um motor Cyclone de 735 cv (548 kW) para a Guarda Costeira dos Estados Unidos.

Delta 1E:
- Versão de transporte de correspondências para a AB Aerotransport. Uma unidade construída. Equipada por um motor Hornet de 660 cv (492 kW).

Delta I:
- Versão para a RCAF. Equipada por um motor Wright SR-1820-F52 Cyclone de 775 cv (578 kW). 3 unidades construídas, incluindo uma construída pela Northrop e duas construídas sob-licença.

Delta II:
- Versão equipada para receber armamentos, incluindo bombas, uma torre dorsal equipada com uma metralhadora Browning M1919 de 7,62 mm (mais tarde removida) e duas metralhadoras montadas nas asas. 9 unidades construídas.

Delta III:
- Versão equipada com superfícies de cauda ampliadas para contrariar o arrastro da torre. 8 unidades construídas.

RT-1:
- Designação da Guarda Costeira dos Estados Unidos para seu único Delta 1D, que foi apelidado de "Golden Goose".

## Operadores militares
Austrália
- Força Aérea Real Australiana[8]

 Canadá
- Força Aérea Canadense

Segunda República Espanhola
- Força Aérea da República Espanhola

 Estados Unidos
- Guarda Costeira dos Estados Unidos

## Operadores civis
Austrália
- Civil Aviation Safety Authority

 México
- Aerovias Centrales SA (uma subsidiária da Pan-Am)

 Suécia
- AB Aerotransport

 Estados Unidos
- Trans World Airlines
- Honeywell
- Richfield

## Especificações (Delta 1D-5)
Dados de McDonnell Douglas Aircraft Since 1920.

### Características gerais
- Tripulação: 1 (piloto)
- Capacidade: 8 passageiros
- Comprimento: 10,08 m
- Envergadura: 14,55 m
- Altura: 3,07 m
- Área da ala: 33,7 m²
- Peso vazio: 2,059 kg
- Peso carregado: 3,334 kg
- Motorização: 1 × motor a pistão Wright SR-1820-F2, radial, de 9 cilindros, refrigerado a ar, de 735 cv (548 kW)

### Atuação
- Velocidade máxima : 352 km/h (a 1.920 m)
- Velocidade de cruzeiro : 332 km/h
- Alcance operacional: 2,655 km
- Teto de serviço : 6,095 m
- Taxa de subida : 6,1 m/s
- Carga de asa : 98,9 kg/m²
- Potência/massa : 0,16 kW/kg